# Vektorska analiza
Vektorska analiza je grana matematike koja proučava diferencijalni i integralni račun nad vektorskim poljima. 
Najveću primjenu u matematici nalazi u diferencijalnoj geometriji i parcijalnim diferencijalnim jednadžbama, a od ostalih grana znanosti, najviše se koristi u fizici, posebno u elektrodinamici, mehanici fluida, gravitaciji i sl. 
Ponekad se pojam vektorska analiza koristi kao sinonim za funkcije više varijabli, što nije ispravna bijekcija. 

## Vektorski operatori
Vektorska analiza koristi nekoliko temeljnih operatora, i proučava djelovanje tih operatora na funkcije, vektorska polja i sl.
Sve se te operacije mogu prikazati preko Hamiltonova operatora {\displaystyle \nabla }, što se izgovara kao [nabla]. U kartezijevu sustavu je definiran kao
{\displaystyle \nabla \equiv {\hat {\mathbf {x} }}{\frac {\partial }{\partial x}}+{\hat {\mathbf {y} }}{\frac {\partial }{\partial y}}+{\hat {\mathbf {z} }}{\frac {\partial }{\partial z}},}
a definicija operatora {\displaystyle \nabla } u zakrivljenim koordinatama malo je složenija.
Najjednostavnije operacije su:
| Operacija    | Notacija                                                                      |
| ------------ | ----------------------------------------------------------------------------- |
| Gradijent    | {\displaystyle \operatorname {grad} (f)=\nabla f}                             |
| Rotacija     | {\displaystyle \operatorname {rot} (\mathbf {F} )=\nabla \times \mathbf {F} } |
| Divergencija | {\displaystyle \operatorname {div} (\mathbf {F} )=\nabla \cdot \mathbf {F} }  |
| Laplasijan   | {\displaystyle \Delta f=\nabla ^{2}f=\nabla \cdot \nabla f}                   |

## Najpoznatiji teoremi
U vektorskoj analizi postoje četiri najbitnija teorema:
| Naziv                              | Izjava |
| ---------------------------------- | --- |
| Poopćena Newton-Leibnizova formula | {\displaystyle \varphi \left(\mathbf {q} \right)-\varphi \left(\mathbf {p} \right)=\int _{L}\nabla \varphi \cdot d\mathbf {r} .}               |
| Greenov teorem                     | {\displaystyle \int _{C}\left(L\,dx+M\,dy\right)=\iint _{D}\left({\frac {\partial M}{\partial x}}-{\frac {\partial L}{\partial y}}\right)\,dA} |
| Stokesov teorem                    | {\displaystyle \int _{\Sigma }\nabla \times \mathbf {F} \cdot d\mathbf {\Sigma } =\oint _{\partial \Sigma }\mathbf {F} \cdot d\mathbf {r} ,}   |
| Gaussov teorem                     | {\displaystyle \iiint \limits _{V}\left(\nabla \cdot \mathbf {F} \right)dV=\iint \limits _{\partial V}\mathbf {F} \cdot d\mathbf {S} ,}        |

## Vezani pojmovi
- Vektorsko polje
- Tok polja
- Divergencija
- Rotacija
- Gradijent
- Vektorske operacije u zakrivljenim koordinatama